# Deinodon
Deinodon („schrecklicher Zahn“) ist eine dubiose (zweifelhafte) Gattung von Dinosauriern aus der Gruppe der Tyrannosauridae. Die Gattung ist lediglich durch zwölf fragmentarische Zähne bekannt, die aus den oberkreidezeitlichen Schichten der Judith-River-Formation in Montana (USA) stammen. Obwohl heute nicht mehr verwendet, ist der Name Deinodon in der historischen Erforschung der Tyrannosauridae (ehemals Deinodontidae) von großer Bedeutung und hielt auch Einzug in die Populärkultur.

## Beschreibung und Forschungsgeschichte
Deinodon wurde bereits 1856 von dem Paläontologen Joseph Leidy benannt, auf Basis von Zähnen, die der Geologe Ferdinand Vandeveer Hayden nahe dem Missouri River in Chouteau County entdeckt hat. Die Typusart ist Deinodon horridus. Es war der erste benannte Vertreter der Tyrannosauridae. Leidy beschrieb Deinodon als ein Reptil aus der Gruppe der Sauria; die Beschreibung umfasste nur wenige Absätze. Zusammen mit Deinodon benannte Leidy drei weitere Dinosaurier – Trachodon, Troodon und Palaeoscincus; es handelte sich dabei um die ersten Dinosaurier, die aus Nordamerika benannt wurden.
Die Zähne waren im vollständigen Zustand vermutlich etwa 5 cm hoch; damit war Deinodon ein kleinerer Vertreter der Tyrannosauridae. Leidy bemerkte, dass neun der Zähne denen von Megalosaurus gleichen: Sie waren seitlich abgeflacht, klingenartig gekurvt und mit gesägten Schneidekanten ausgestattet. Allerdings waren die Zähne dicker als die von Megalosaurus. Drei weitere Zähne zeigten eine abweichende Morphologie und waren nicht klingenartig geformt, wurden von Leidy jedoch ebenfalls Deinodon zugeschrieben, da sie zusammen mit den anderen Zähnen gefunden wurden. Leidy bemerkt, dass er diese Zahntypen unterschiedlichen Gattungen zugeordnet hätte, würden sie aus verschiedenen Fundstellen stammen.
1868 beschränkte Leidy die Gattung Deinodon auf die neun Megalosaurus-artigen Zähne und stellte die drei verbliebenen Zähne in die neue, eigenständige Gattung Aublysodon. Sowohl Aublysodon als auch Deinodon wurden in der Folgezeit verschiedene weitere Arten zugeschrieben; die Gattungen bildeten die Grundlage der Familien Aublysodontidae und Deinodontidae. Der Deinodontidae wurden Gattungen wie Albertosaurus, Gorgosaurus, Dryptosaurus und Tyrannosaurus zugeschrieben. Beide Familien werden heute nicht mehr verwendet: Die Deinodontidae wurde zugunsten der jüngeren Bezeichnung Tyrannosauridae abgeschafft; bei Aublysodon und den Aublysodontidae könnte es sich um Jungtiere anderer Tyrannosauriden handeln.
Bereits Matthew und Brown zeigten, dass sich die Zähne nicht von denen der Gattung Gorgosaurus unterscheiden lassen. Dale Russell (1970) und verschiedene spätere Autoren deklarierten Deinodon schließlich als Nomen dubium (zweifelhafter Name), mangels Abgrenzbarkeit von anderen Gattungen. Ashok Sahni (1972) schlug vor, Gorgosaurus als jüngeres Synonym von Deinodon zu betrachten – da der Name Deinodon älter ist, hätte er laut den Internationalen Regeln für die Zoologische Nomenklatur Priorität; der Name Gorgosaurus wäre damit ungültig.